# Juliusz Dudziński
Juliusz Dudziński (ur. 25 stycznia 1893 w Radzyminie, zm. 17 września 1939 w Lublinie) – polski działacz niepodległościowy i polityk, poseł na Sejm IV i V kadencji w II RP, oficer kawalerii Wojska Polskiego, kawaler Orderu Virtuti Militari.

## Życiorys
Urodził się 25 stycznia 1893 w Radzyminie, w rodzinie Antoniego i Józefy z Jasińskich. Po ukończeniu gimnazjum w Warszawie rozpoczął studia na uniwersytecie w Liège, podczas których odbył kurs podoficerski Związku Strzeleckiego (działał w nim od 1912). Po wybuchu I wojny światowej wstąpił do Polskiej Organizacji Wojskowej, w której został komendantem obwodu radzymińskiego POW. Następnie wchodził w skład w 1 pułku ułanów Legionów Polskich. Od 5 lutego do 31 marca 1917 był słuchaczem kawaleryjskiego kursu oficerskiego. Kurs ukończył z wynikiem dostatecznym w stopniu starszego ułana. Od 1918 do 1922 służył w 1 pułku szwoleżerów, walcząc w wojnach polsko-ukraińskiej i polsko-bolszewickiej. Służbę zakończył jako dowódca szwadronu w stopniu rotmistrza.
Następnie, od 1922 prowadził własne, 100-ha gospodarstwo rolne w Gościeradzu. Działał wówczas w samorządzie terytorialnym – był członkiem rady gminnej, sejmiku powiatowego i wojewódzkiego. Pełnił też funkcję radcy i członka zarządu Wielkopolskiej Izby Rolniczej. Był również prezesem Banku Ludowego w Bydgoszczy oraz członkiem Rady Głównej Wielkopolskiego Towarzystwa Kółek Rolniczych.
W 1935 z listy BBWR został wybrany posłem na Sejm w okręgu nr 100 (Bydgoszcz miasto i powiat, Wyrzysk i Chodzież). Został sekretarzem prezydium izby. Powtórnie wybrany w 1938. W działalności prezentował poglądy antysemickie, będąc także - zwłaszcza w drugiej kadencji - ostrym krytykiem sanacji. Był współzałożycielem grupy „Jutro Pracy". Na stopień majora rezerwy został awansowany ze starszeństwem z 19 marca 1939 i 1. lokatą w korpusie oficerów kawalerii.
W kampanii wrześniowej dowodził ochotniczym oddziałem obrony Lublina. Ciężko ranny, zmarł w szpitalu. Pochowany został kwaterze wojennej cmentarza przy ul. Unickiej.  
15 sierpnia 1925 ożenił się z Pauliną Zulińską.
Major Dudziński jest patronem jednej z ulic w Lublinie.

## Ordery i odznaczenia
- Krzyż Srebrny Orderu Wojskowego Virtuti Militari nr 2148[9] – 30 czerwca 1921[10]
- Krzyż Niepodległości – 24 października 1931 „za pracę w dziele odzyskania niepodległości”[11]
- Krzyż Walecznych czterokrotnie[8] (po raz pierwszy „za udział w b. Legionach Polskich”[12])
- Srebrny Krzyż Zasługi – 9 listopada 1932 „za zasługi na polu pracy rolniczo-oświatowej”[13]